# St. Godehard (Kämmerzell)

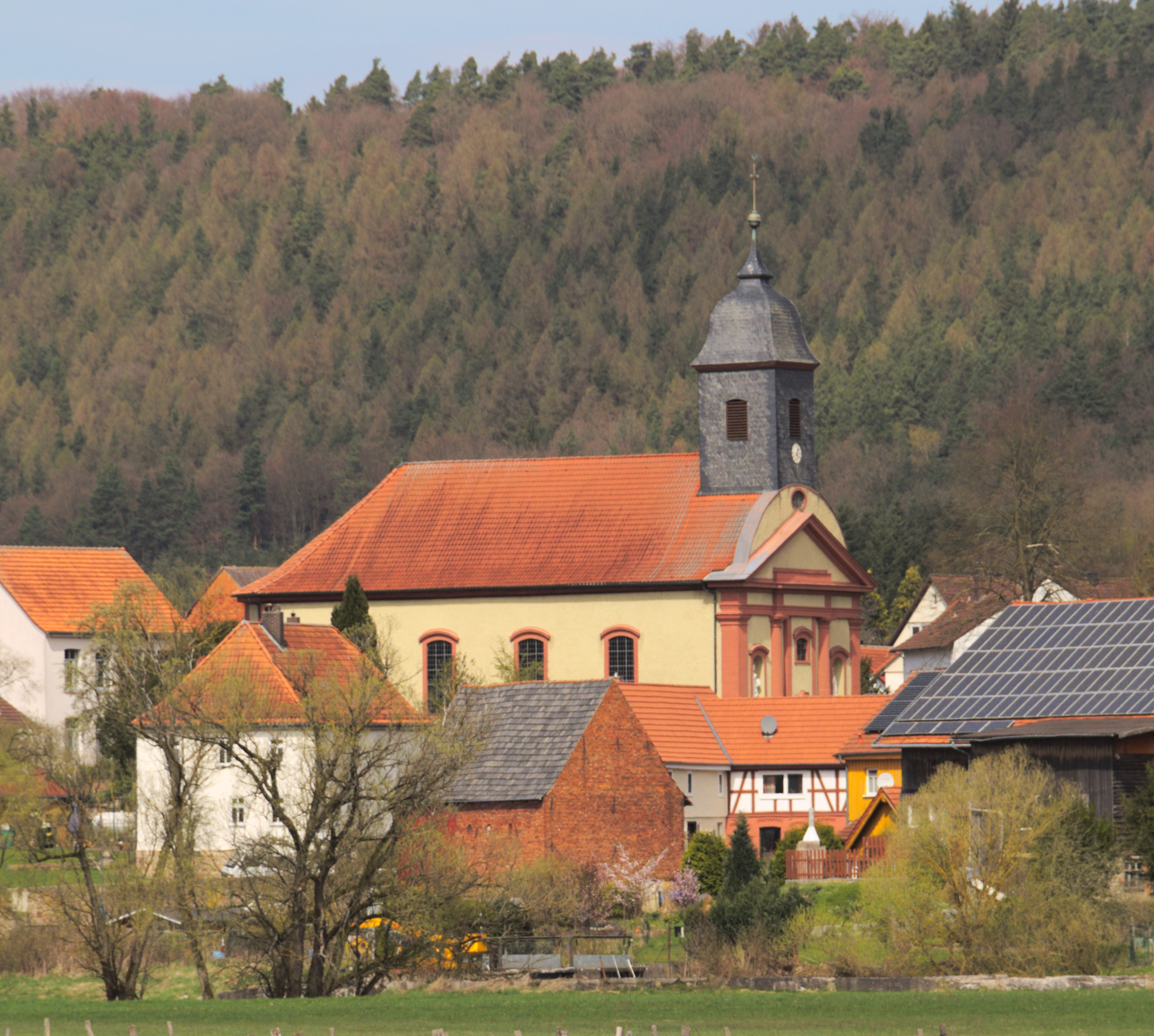
St. Godehard in Kämmerzell

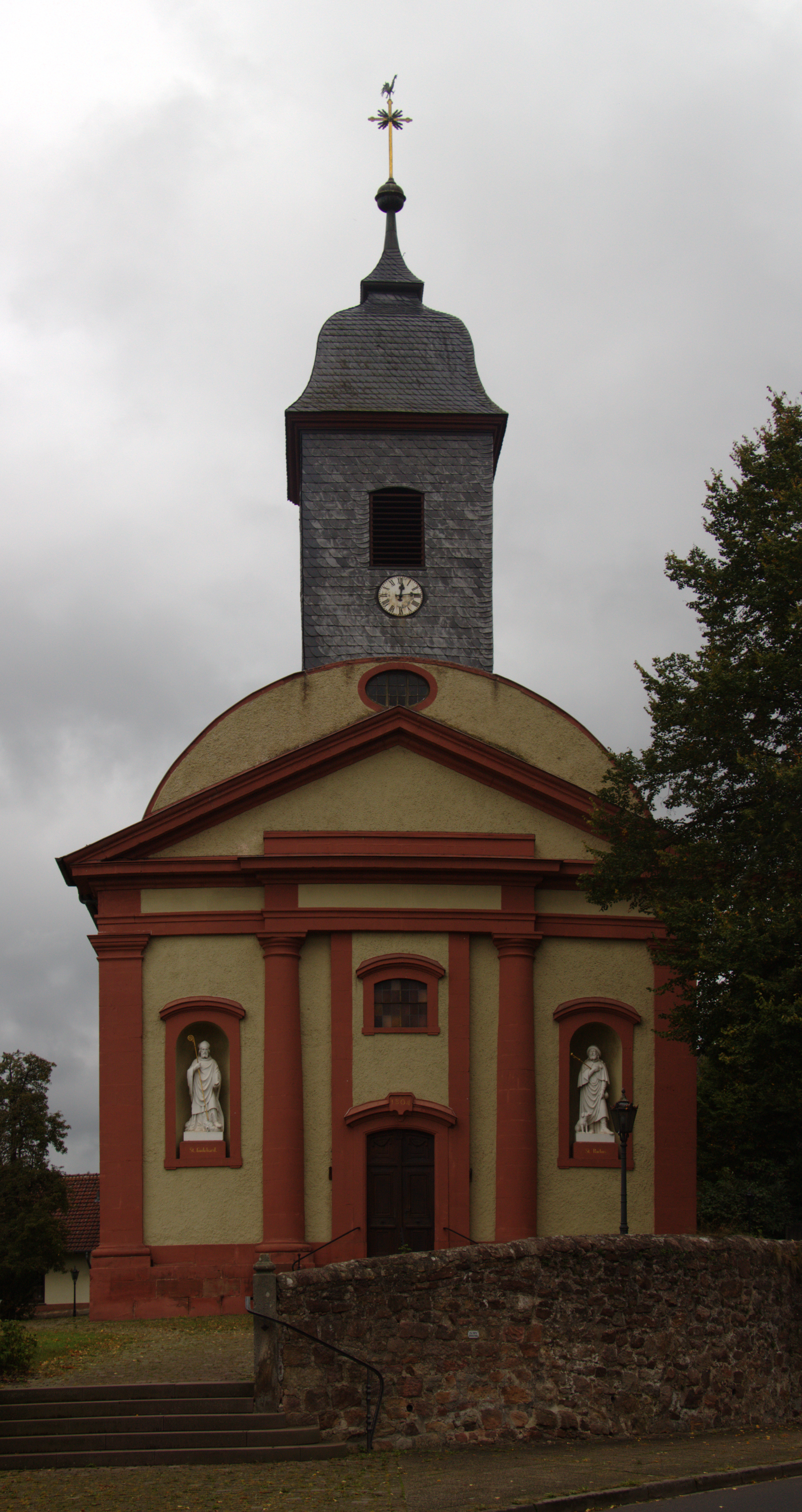
Portalfassade

Die römisch-katholische, denkmalgeschützte Kirche St. Godehard steht im Stadtteil Kämmerzell der Stadt Fulda im Landkreis Fulda in Hessen. Sie ist Filiale der Pfarrei St. Rochus (Gläserzell) im Pastoralverbund St. Rochus Fulda des Bistums Fulda.

## Geschichte
Der Ortsüberlieferung zufolge spendete der heilige Godehard, der von 1005 bis 1012 zugleich Abt von Niederaltaich und von Hersfeld war, auf dem Weg von der einen zur anderen Abtei in Kämmerzell eine Taufe, und zwar angeblich an der Stelle, an der später die alte Kämmerzeller St.-Godehards-Kapelle stand. Diese wurde im April 1908 abgerissen. An den Standort erinnert eine Godehardsstatue von Christoph Staender (1854–1910) aus demselben Jahr.
Am Standort der heutigen Godehardskirche wurde 1629 die erste Kämmerzeller Pfarrkirche erbaut und ebenfalls nach St. Godehard benannt. Die heutige Kirche ist der letzte Barockbau des Fuldaer Landes, begonnen kurz vor der Aufhebung der Reichsabtei Fulda 1803.

## Beschreibung
Die Saalkirche wurde von 1802 bis 1804 nach einem Entwurf von Bauinspektor Franz Wilhelm Arnd gebaut. Aus dem Satteldach des dreiseitig geschlossenen Kirchenschiffs erhebt sich ein quadratischer, schiefergedeckter, mit einer glockenförmigen Haube bedeckter Dachreiter, der die Turmuhr und den Glockenstuhl beherbergt. Die Fassade ist durch zwei Pilaster und zwei Halbsäulen in drei Bereiche gegliedert, die oben mit einem Tympanon abschließen. In der Mitte befindet sich das Portal. Seitwärts stehen in Wandnischen die Statuen des heiligen Godehard und des heiligen Rochus. Der Hochaltar wurde um 1735 gebaut, er stammt aus der ehemaligen Universität Fulda. Das Gemälde von Emanuel Wohlhaupter zeigt die Himmelfahrt Mariens. Ebenfalls aus der ehemaligen Universitätskirche stammen acht große Ölgemälde von Wohlhaupter über die Marienverehrung. Das Taufbecken ist von 1685, die klassizistische Kanzel ist vom Anfang des 19. Jahrhunderts. Die 1805 von Johann-Markus Oestreich gebaute Orgel in einem spätbarocken Prospekt hat 12 Register, ein Manual und ein Pedal.